# Zalewski-Gletscher
Der Zalewski-Gletscher (polnisch Lodowiec Zalewskiego) ist ein Gletscher auf King George Island im Archipel der Südlichen Shetlandinseln. Er fließt vom Warszawa Dome zwischen dem Berg Belweder und den Platt-Kliffs zur Goulden Cove.
Teilnehmer einer polnischen Antarktisexpedition benannten ihn 1980 nach dem polnischen Geophysiker Seweryn Maciej Zalewski von der Polnischen Akademie der Wissenschaften, Leiter der von 1977 bis 1978 durchgeführten polnischen Antarktisexpedition.